# Moulicent
Moulicent est une ancienne commune française, située dans le département de l'Orne en région Normandie, devenue le 1er janvier 2016 une commune déléguée au sein de la commune nouvelle de Longny les Villages.
Elle est peuplée de 239 habitants (les Moulicentais).

## Géographie
Moulicent est un village de l'Orne dans la région de Basse-Normandie qui fait partie du canton de Longny-au-Perche. Située dans le Perche entre 170 et 246 mètres d'altitude et voisine des communes de Longny-au-Perche et de Marchainville, sa superficie est de 33,41 km2.
L'Eure, qui borde le territoire à l'est, et la Jambée, affluent de l'Huisne, sont les principaux cours d'eau qui parcourent le territoire de Moulicent.
| L'Hôme-Chamondot | L'Hôme-Chamondot, Marchainville | Marchainville     |
| Malétable        | Moulicent                       | La Lande-sur-Eure |
| Longny-au-Perche | Longny-au-Perche                | Longny-au-Perche  |

## Hydrographie
L'Eure y prend sa source à la sortie de l'étang du Chevreuil, à 232 m d'altitude, et rejoint la Seine à Saint-Pierre-lès-Elbeuf, peu après avoir longé Pont-de-l'Arche dans le département de l'Eure qui lui doit son nom.

## Toponymie
Le nom de la localité est attesté sous les formes Montleiscent en 1075, Montiescent et Montiécent en 1296, Montiisent en 1457, Molisent en 1470, Moussant et Montuissant en 1759, Moulicent à partir du XVIIIe siècle, Moulissant en 1793, Moulicent en 1801.
Moulicent est une appellation unique. On ne retrouve pas un autre Moulicent en France ou en pays francophone.
Le toponyme a pour signification « Bonnes terres et mauvaises gens »[réf. nécessaire].
Le bourg de Moulicent se situe à la limite d’un plateau de 225 m d’altitude, composé d'un limon qui forme un dépôt argilo-sableux, jaunâtre, contenant une certaine proportion de calcaire. Sur le territoire de Moulicent une bonne cinquantaine de fermes hameaux et lieux-dits se trouvaient disséminés.

## Histoire
Moulicent devient commune déléguée au sein de la commune nouvelle de Longny les Villages le 1er janvier 2016.

## Politique et administration
| Période                                  | Période       | Identité                        | Étiquette | Qualité                   |
| ---------------------------------------- | ------------- | ------------------------------- | --------- | ------------------------- |
| 1813                                     | ?             | Charles de Bernard de Marigny   |           |                           |
| 1859                                     | ?             | Antoine-Henri Pineau de Viennay |           |                           |
| 1892                                     | ?             | Henri Le Feron de Longcamp      |           |                           |
| ?                                        | mars 2001     | Alain de Brébisson              |           |                           |
| mars 2001                                | avril 2014    | Jacques Launay                  | SE        | Agriculteur               |
| avril 2014                               | décembre 2015 | Claude Lessieu                  | SE        | Retraité de l'agriculture |
| Les données manquantes sont à compléter. |               |                                 |           |                           |

Le conseil municipal était composé de onze membres dont le maire et deux adjoints.

## Démographie
L'évolution du nombre d'habitants est connue à travers les recensements de la population effectués dans la commune depuis 1793. À partir du 1er janvier 2009, les populations légales des communes sont publiées annuellement dans le cadre d'un recensement qui repose désormais sur une collecte d'information annuelle, concernant successivement tous les territoires communaux au cours d'une période de cinq ans. 
Pour les communes de moins de 10 000 habitants, une enquête de recensement portant sur toute la population est réalisée tous les cinq ans, les populations légales des années intermédiaires étant quant à elles estimées par interpolation ou extrapolation. Pour la commune, le premier recensement exhaustif entrant dans le cadre du nouveau dispositif a été réalisé en 2007,.
En 2021, la commune comptait 239 habitants, en évolution de −16,72 % par rapport à 2015 (Orne : −1,53 %, France hors Mayotte : +2,49 %).
Moulicent a compté jusqu'à 750 habitants en 1856.
| 1793 | 1800 | 1806 | 1821 | 1836 | 1841 | 1846 | 1851 | 1856 |
| ---- | ---- | ---- | ---- | ---- | ---- | ---- | ---- | ---- |
| 565  | 474  | 605  | 643  | 713  | 716  | 735  | 734  | 750  |

| 1861 | 1866 | 1872 | 1876 | 1881 | 1886 | 1891 | 1896 | 1901 |
| ---- | ---- | ---- | ---- | ---- | ---- | ---- | ---- | ---- |
| 675  | 663  | 604  | 603  | 565  | 540  | 514  | 527  | 510  |

| 1906 | 1911 | 1921 | 1926 | 1931 | 1936 | 1946 | 1954 | 1962 |
| ---- | ---- | ---- | ---- | ---- | ---- | ---- | ---- | ---- |
| 470  | 444  | 418  | 425  | 380  | 347  | 400  | 393  | 347  |

| 1968 | 1975 | 1982 | 1990 | 1999 | 2007 | 2011 | 2016 | 2020 |
| ---- | ---- | ---- | ---- | ---- | ---- | ---- | ---- | ---- |
| 300  | 241  | 228  | 243  | 266  | 286  | 289  | 287  | 246  |

## Culture locale et patrimoine

### Lieux et monuments
- Église Saint-Denis. Elle abrite un ensemble maître-autel, retable et statues du XVIIIe classé au titre objet aux monuments historiques[12].
- Ancien prieuré bénédictin Saint-Robert de Fossard.
- Chapelle du château de Persay.
- Manoir de La Grande-Noë du XVe siècle, remanié au XVIIIe siècle[13]. Il se présente sous la forme d'un logis carré flanqué de deux tours circulaires[14].
- Rives de la Jambée.
- Forêts de Longny.
- Bois des Grands Chênes.
- Étangs du Bouillon, des Boustières, des Bruyères et du Chevreuil.
- Mahāmoudrā Ling : Jardin du grand Sceau manuel, centre de retraite bouddhiste qui organise des stages de yoga, méditation, reiki, qi gong, tao yin, aïkido, etc. Il est situé au lieu-dit les Grosses Pierres ou le Minerai, ancien site d'extraction de minerai de fer. Il se trouve au bord du ruisseau de Marchainville.

### Héraldique
| Blason de Moulicent | Blason  | D'azur au mont d'argent accompagné en chef dextre d'une lune en décours d'or, en chef senestre d'un soleil couchant du même et en abîme d'un écusson cousu de gueules chargé de cinq écussons d'argent ; à la bordure cousue de sinople. |
| Blason de Moulicent | Détails | Le statut officiel du blason reste à déterminer. |